# 妖怪文献与著作列表
妖怪文献与著作列表，為有关妖怪的文献和著作的列表。

## 亞洲

### 中國

#### 战国
- 《汲冢琐语》
- 《穆天子传》
- 《禹本纪》
- 《齐谐》

#### 漢魏
- 《山海經》
- 《汉武洞冥记》
- 《汉武故事》
- 《汉武内传》
- 《列仙传》
- 《神异经》
- 《十洲记》
- 《异闻记》

#### 六朝
參見：六朝志怪
- 《博物志》
- 《集灵记》
- 《列异传》
- 《灵鬼志》
- 《齐谐记》
- 《续齐谐记》
- 《神仙传》
- 《神异记》
- 《拾遗记》
- 《述異記 (任昉)》
- 《述異記 (祖沖之)》
- 《冥祥記》
- 《宣验记》
- 《研神记》
- 《陆氏异林》
- 《异苑》
- 《幽明录》
- 《冤魂志》
- 《甄异传》
- 《水经注》
- 《搜神記》
- 《搜神後記》
- 《錄異傳》
- 《雜鬼神志怪》

#### 隋唐
參見：传奇
- 《博异志》
- 《異聞集》
- 《旌异记》
- 《酉陽雜俎》
- 《冥報記》
- 《独异志》
- 《河东记》
- 《集异记》
- 《玄怪录》
- 《续玄怪录》
- 《宣室志》
- 《廣異記》

#### 宋代
- 《太平广记》
- 《夷堅志》
- 《稽神录》
- 《清异录》
- 《江淮异人录》
- 《乘异记》
- 《括异志》
- 《洛中纪异》
- 《幕府燕闲录》
- 《睽车志》
- 《唐太宗入冥记》
- 《鬼董狐》

#### 金元
- 《湖海新聞夷堅續誌》
- 《诚斋杂记》
- 《续夷坚志》

#### 明代
狯园志异
- 《汴京勼异记》
- 《封神演義》
- 《三遂平妖傳》
- 《西游记》
- 《西遊補》
- 《南遊記》
- 《剪灯新语》
- 《剪灯余话》
- 《三宝太监西洋记》
- 《涉异志》
- 《北遊記》
- 《東遊記》
- 《庚巳编》
- 《觅灯因话》
- 《平妖记》
- 《獪園》
- 《妄旺錄》
- 《集異新抄》
- 《狐媚叢談》
- 《疑耀》
- 《耳談》
- 《續耳談》
- 《湖海奇聞集》
- 《古今清談萬選》

#### 清代
- 《点石斋画报》
- 《坚瓠集》
- 《坚瓠秘集》
- 《池上草堂笔记》
- 《籜廊瑣記》
- 《在野邇言》
- 《薰蕕並載》
- 《后西游记》
- 《續西游记》
- 《子不语》
- 《遁窟谰言》
- 《耳食录》
- 《耳邮》
- 《蕉轩摭录》
- 《客窗偶笔》
- 《里乘》
- 《六合内外琐言》
- 《三异笔谈》
- 《淞滨琐话》
- 《淞隐漫录》
- 《挑灯新录》
- 《闻见异辞》
- 《昔柳摭谈》
- 《谐铎》
- 《夜谭随录》
- 《夜雨秋灯录》
- 《翼駉稗编》
- 《印雪轩随笔》
- 《萤窗异草》
- 《影谈》
- 《右合仙馆笔记》
- 《阅微草堂笔记》
- 《聊齋誌異》
- 《鏡花緣》

### 日本
- 《古事記》
- 《日本書紀》
- 《古風土記》
- 《平家物語》
- 《今昔物語集》
- 《日本靈異記》[1]
- 《曾呂利物語》
- 《御伽草子》
- 《伽婢子》[2]
- 《细川一休》
- 《諸国百物語》
- 《百怪图巻》
- 《稻生物怪録》[3]
- 《蕪村妖怪絵巻》
- 《姫国山海録》
- 《画图百鬼夜行》
- 《今昔画图续百鬼》
- 《今昔百鬼拾遺》
- 《百器徒然袋》[4]
- 《耳袋》[5]
- 《仙境異聞》[6]
- 《絵本百物語》[7]
- 《新形三十六怪撰》[8]
- 《怪談》
- 《遠野物語》[9]
- 《水木茂妖怪事典》[10]
- 《新耳袋》

### 韩国
《增补海东异迹》
《芝峰类说》
《热河日记》
《松南杂识》
《三国遗事》

### 越南
《岭南摭怪》

### 印度
- 《羅摩衍那》
- 《摩訶婆羅多》

## 歐洲
- 《博物志》(老普林尼,77年,古罗马)
- 《巨人传》（弗朗索瓦·拉伯雷，1545年，法国）
- 《卡勒瓦拉》（埃利亚斯·伦罗特，1835年，芬兰）
- 《地獄辞典》（科兰·戴·布兰西，1863年，法国）

## 美洲
- 《幻兽辞典》（豪尔赫·路易斯·博尔赫斯、瑪格麗塔·格雷羅，1967年，阿根廷）
- 《好龙集》（大卫·E·琼斯，2002年，美國佛罗里达)